# Трећа лига Србије и Црне Горе у фудбалу 2005/06.
Трећа лига Србије и Црне Горе у сезони 2005/06. било је Треће такмичење под тим именом, након промјене имена државе из СР Југославија, а укупно четрнаесто такмичење организовано од стране фудбалског савеза Србије и Црне Горе од оснивања лиге 1992, након распада дотадашње СФР Југославије и то је трећи степен такмичења у Србији и Црној Гори.
Трећа лига Србије и Црне Горе подијељена је територијално, на пет зона: Београд, Војводина, Исток, Запад и Црна Гора. У зони Београд за сезону 2005/06 такмичи се 20 клубова, док се у зонама Војводина, Исток и Запад такмичи по 18 клубова; у Црној Гори се такмичи 12 клубова. Из сваке зоне првак ће изборити пласман у Другу лигу, која је од сезоне 2004/05 подијељена на двије зоне — Прва лига Србије и Прва лига Црне Горе; прваци зона Београд, Војводина, Исток и Запад пласираће се у Прву лигу Србије. Првак Друге лиге Црне Горе пласираће се у Прву лигу Црне Горе, док другопласирани иде у плеј оф. Број тимова који испадају из лиге зависи од зоне: из зоне Београд испадају три клуба, из зона Војводина и Запад испада пет клубова, док из зоне Исток испадају четири; из Црне Горе испадају два клуба.

## Зона Београд
Зона Београд је за сезону 2005/06 проширена и учествује 20 клубова, свако са сваким кући и на страни по једном. На крају сезоне првак ће се пласирати у Прву лигу Србије за сезону 2006/07, што је други степен такмичења у Србији, након расформирања заједничке лиге Србије и Црне Горе након сезоне 2005/06. Из лиге испадају два клуба.
У сезони 2004/05 из лиге је испао Млади Обилић из Београда, док је Балкан Буковица из Миријева требало да испадне, али је опстао због проширења лиге. Умјесто њих, у Трећу лигу — Београд пласирали су се Срем из Јакова и Синђелић из Београда.
Раднички Југопетрол из Београда је опстао у Првој лиги Србије и Црне Горе за сезону 2005/06, али је иступио из лиге, одбивши да игра и у Другој лиги, те ће наступати у Трећој лиги — Београд у сезони 2005/06; Хајдук из Београда је испао из Прве лиге Србије и Црне Горе и требало је да се такмичи у Другој лиги, али је одбио наступ у Другој, те ће за сезону 2005/06 наступати у Трећој лиги — Београд. Из Прве лиге Србије испао је Раднички из Обреновца, који је у баражу поражен од Севојна. У Прву лигу Србије (Друга лига Србије и Црне Горе) за сезону 2005/06 пласирао се Младеновац као првак и БАСК који је изабран за наступ у Другој лиги након иступања Хајдука и Радничког.

### Табела
| Мјесто | Екипа               | Играно | Побједа | Неријешено | Изгубио | Дао гол. | При. гол. | Гол-разлика | Бодови | Напомене               |
| ------ | ------------------- | ------ | ------- | ---------- | ------- | -------- | --------- | ----------- | ------ | ---------------------- |
| 1      | БСК Борча           | 38     | 29      | 7          | 2       | 86       | 18        | +68         | 94     | Прва лига Србије       |
| 2      | Београд             | 38     | 24      | 3          | 11      | 70       | 45        | +25         | 75     |                        |
| 3      | Телеоптик           | 38     | 18      | 9          | 11      | 71       | 37        | +34         | 63     |                        |
| 4      | Сопот               | 38     | 18      | 9          | 11      | 65       | 44        | +21         | 63     |                        |
| 5      | Колубара            | 38     | 17      | 9          | 12      | 53       | 54        | -1          | 60     |                        |
| 6      | ПКБ                 | 38     | 14      | 12         | 12      | 42       | 33        | +9          | 53     |                        |
| 7      | Срем Јаково         | 38     | 14      | 11         | 13      | 45       | 42        | +3          | 53     |                        |
| 8      | Жељезничар Београд  | 38     | 13      | 13         | 12      | 52       | 49        | +3          | 52     |                        |
| 9      | Балкан Буковица     | 38     | 14      | 8          | 16      | 44       | 50        | -6          | 50     |                        |
| 10     | Синђелић Београд    | 38     | 13      | 10         | 15      | 41       | 41        | 0           | 49     |                        |
| 11     | Посавац Тишма       | 38     | 13      | 10         | 15      | 54       | 68        | -14         | 49     |                        |
| 12     | Хајдук Београд      | 38     | 14      | 6          | 18      | 41       | 49        | -8          | 48     |                        |
| 13     | Дорћол              | 38     | 13      | 8          | 17      | 43       | 50        | -7          | 47     |                        |
| 14     | БПИ Пекар           | 38     | 12      | 10         | 16      | 47       | 48        | -1          | 46     |                        |
| 15     | Раднички Београд    | 38     | 13      | 7          | 18      | 52       | 60        | -8          | 46     |                        |
| 16     | Раднички Обреновац  | 38     | 14      | 4          | 20      | 45       | 56        | -11         | 46     |                        |
| 17     | Будућност Добановци | 38     | 13      | 7          | 18      | 43       | 60        | -17         | 46     |                        |
| 18     | Жарково             | 38     | 11      | 12         | 15      | 28       | 48        | -18         | 45     | Четврта лига — Београд |
| 19     | Графичар            | 38     | 8       | 11         | 19      | 40       | 70        | -30         | 35     | Четврта лига — Београд |
| 20     | Јединство Сурчин    | 38     | 9       | 6          | 23      | 38       | 79        | -41         | 33     | Четврта лига — Београд |

- БСК Борча се пласирао у Прву лигу Србије.
- Жарково испао у Четврту лигу — Београд;
- Графичар испао у Четврту лигу — Београд;
- Јединство Сурчин - испао у Четврту лигу — Београд.

## Зона Војводина
У зони Војводина учествује 18 клубова, свако са сваким кући и на страни по једном. На крају сезоне првак ће се пласирати у Прву лигу Србије за сезону 2006/07, што је други степен такмичења у Србији, након расформирања заједничке лиге Србије и Црне Горе након сезоне 2005/06. Из лиге испада пет клубова.
У сезони 2004/05 из лиге су испали Ветерник из Ветерника, Раднички из Бајмока и Младост Лукс из Лукићева. Умјесто њих, у Трећу лигу — Војводина пласирали су се Слога из Темерина, Инђија из Инђије, Бачка из Суботице, Радник из Тамиша и Раднички из Сомбора, који је изабран након иступања Полета из Растине.
Из Прве лиге Србије у Трећу лигу — Војводина испао је Пролетер из Зрењанина, који је поражен у баражу од ЧСК Пиваре из Челарева. У Прву лигу Србије (Друга лига Србије и Црне Горе) за сезону 2005/06 пласирао се Глогоњ из Глогоња као првак и ЧСК Пивара као побједник баража са Пролетером.

### Табела
| Мјесто | Екипа                | Играно | Побједа | Неријешено | Изгубио | Дао гол. | При. гол. | Гол-разлика | Бодови | Напомене                 |
| ------ | -------------------- | ------ | ------- | ---------- | ------- | -------- | --------- | ----------- | ------ | ------------------------ |
| 1      | Инђија               | 32     | 21      | 6          | 5       | 53       | 23        | +30         | 69     | Прва лига Србије         |
| 2      | Бечеј олд голд       | 32     | 22      | 2          | 8       | 70       | 38        | +32         | 68     |                          |
| 3      | Бачка Бачка Паланка  | 32     | 15      | 8          | 9       | 39       | 35        | +4          | 53     |                          |
| 4      | Биг Бул              | 32     | 16      | 4          | 12      | 45       | 34        | +11         | 52     |                          |
| 5      | Цемент Беочин        | 32     | 14      | 7          | 11      | 45       | 43        | +2          | 49     |                          |
| 6      | Раднички Сомбор      | 32     | 13      | 8          | 11      | 54       | 41        | +13         | 47     |                          |
| 7      | Таванкут             | 32     | 13      | 7          | 12      | 48       | 38        | +10         | 46     |                          |
| 8      | Слога Темерин        | 32     | 13      | 7          | 12      | 45       | 45        | 0           | 46     |                          |
| 9      | Раднички Нова Пазова | 32     | 12      | 9          | 11      | 42       | 36        | +6          | 45     |                          |
| 10     | Црвенка              | 32     | 14      | 3          | 15      | 46       | 52        | -6          | 45     |                          |
| 11     | Шајкаш               | 32     | 11      | 11         | 10      | 49       | 33        | +16         | 43     |                          |
| 12     | Радник Стари Тамиш   | 32     | 13      | 4          | 15      | 49       | 47        | +2          | 43     |                          |
| 13     | Текстилац Итес       | 32     | 12      | 5          | 15      | 35       | 52        | +17         | 41     |                          |
| 14     | Кикинда              | 32     | 10      | 9          | 13      | 36       | 45        | -9          | 39     | Четврта лига — Војводина |
| 15     | Елан                 | 32     | 12      | 3          | 17      | 37       | 48        | -11         | 39     | Четврта лига — Војводина |
| 16     | Врбас                | 32     | 11      | 4          | 17      | 34       | 38        | -4          | 37     | Четврта лига — Војводина |
| 17     | Бачка 1901           | 32     | 0       | 3          | 29      | 21       | 100       | -79         | 3      | Четврта лига — Војводина |
| -      | Пролетер Зрењанин    | 0      | 0       | 0          | 0       | 0        | 0         | 0           | 0      | Угасио се                |

- Инђија се пласирала у Прву лигу Србије;
- Кикинда - испао у Четврту лигу — Војводина (Исток);
- Елан - испао у Четврту лигу — Војводина (Запад);
- Врбас - испао у Четврту лигу — Војводина (Запад);
- Бачка 1901 - испао у Четврту лигу — Војводина (Сјевер);
- Пролетер Зрењанин се угасио током зимске паузе, сви остварени резултати су поништени.[10]

## Зона Исток
У зони Исток учествује 18 клубова, свако са сваким кући и на страни по једном. На крају сезоне првак ће се пласирати у Прву лигу Србије за сезону 2006/07, што је други степен такмичења у Србији, након расформирања заједничке лиге Србије и Црне Горе након сезоне 2005/06. Из лиге испадају четири клуба.
У сезони 2004/05 из лиге су испали Хајдук Вељко из Неготина, 14. октобар из Крушевца, Мајданпек из Мајданпека и СФС Борац Параћин из Параћина. Умјесто њих, у Трећу лигу — Исток пласирали су се Раднички из Свилајнца из Поморавске зоне; Ђердап из Кладова из Тимочке зоне; Синђелић из Ниша из Нишке зоне и Слога из Лесковца из Јужноморавске зоне. Морава из Ћуприје, завршила је на 13 мјесту у сезони 2004/05, али се повукла из Треће лиге за сезону 2005/06; умјесто ње у лигу се пласирао Копаоник из Бруса, који је у сезони 2004/05 заузео друго мјесто у Поморавској зони.
Из Прве лиге Србије у Трећу лигу — Исток испала је Косаница из Куршумлије. У Прву лигу Србије (Друга лига Србије и Црне Горе) за сезону 2005/06 пласирао се Раднички из Пирота.

### Табела
| Мјесто | Екипа                  | Играно | Побједа | Неријешено | Изгубио | Дао гол. | При. гол. | Гол-разлика | Бодови | Напомене         |
| ------ | ---------------------- | ------ | ------- | ---------- | ------- | -------- | --------- | ----------- | ------ | ---------------- |
| 1      | Динамо Врање           | 34     | 25      | 7          | 2       | 68       | 26        | +42         | 82     | Прва лига Србије |
| 2      | Синђелић Ниш           | 34     | 20      | 10         | 4       | 68       | 26        | +42         | 70     |                  |
| 3      | Жељезничар Ниш         | 34     | 20      | 8          | 6       | 64       | 33        | +31         | 68     |                  |
| 4      | Слога Лесковац         | 34     | 18      | 9          | 7       | 57       | 31        | +26         | 63     |                  |
| 5      | Јединство Доња Мутница | 34     | 17      | 5          | 12      | 70       | 51        | +19         | 56     |                  |
| 6      | Дубочица               | 34     | 16      | 7          | 11      | 65       | 40        | +25         | 55     |                  |
| 7      | Тимок                  | 34     | 15      | 6          | 13      | 49       | 38        | +11         | 51     |                  |
| 8      | Рудар Алпос            | 34     | 16      | 3          | 15      | 61       | 56        | +5          | 51     |                  |
| 9      | Јединство Параћин      | 34     | 15      | 4          | 15      | 42       | 46        | -4          | 49     |                  |
| 10     | Ђердап                 | 34     | 14      | 6          | 14      | 62       | 46        | +16         | 48     |                  |
| 11     | Копаоник               | 34     | 13      | 6          | 15      | 46       | 48        | -2          | 45     |                  |
| 12     | Цар Константин         | 34     | 10      | 12         | 12      | 51       | 51        | 0           | 42     |                  |
| 13     | Морава Владичин Хан    | 34     | 12      | 4          | 18      | 45       | 53        | -8          | 40     |                  |
| 14     | Косаница               | 34     | 12      | 4          | 18      | 48       | 58        | -10         | 40     |                  |
| 15     | Раднички Свилајнац     | 34     | 11      | 5          | 18      | 44       | 52        | -8          | 38     | Четврта лига     |
| 16     | Радан Лебане           | 34     | 8       | 5          | 21      | 36       | 79        | -43         | 29     | Четврта лига     |
| 17     | Пуковац                | 34     | 7       | 3          | 24      | 39       | 107       | -68         | 24     | Четврта лига     |
| 18     | Морава Рибаре          | 34     | 3       | 4          | 27      | 28       | 102       | -74         | 13     | Четврта лига     |

- Динамо Врање се пласирао у Прву лигу Србије;
- Раднички Свилајнац - испао у Четврту лигу (Поморавска зона);
- Радан Лебане - испао у Четврту лигу (Јужноморавска зона);
- Пуковац - испао у Четврту лигу (Нишка зона);
- Морава Рибаре - испала у Четврту лигу (Поморавска зона).

## Зона Запад
У зони Запад учествује 18 клубова, свако са сваким кући и на страни по једном. На крају сезоне првак ће се пласирати у Прву лигу Србије за сезону 2006/07, што је други степен такмичења у Србији, након расформирања заједничке лиге Србије и Црне Горе након сезоне 2005/06. Из лиге испада пет клубова.
У сезони 2004/05 из лиге су испали Раднички Стобекс из Клубаца, Звижд из Кучева и Бане из Рашке. Умјесто њих, у Трећу лигу — Запад пласирали су се Будућност из Ваљева из Посавске зоне; Трговачки из Пожаревца из Подунавске зоне; Слога из Краљева из Шумадијске зоне; Ремонт из Чачка из Моравичке зоне.
Из Прве лиге Србије у Трећу лигу — Запад испала је Младост из Лучана. У Прву лигу Србије (Друга лига Србије и Црне Горе) за сезону 2005/06 пласирао се Раднички из Крагујевца као првак и Севојно из Севојна као побједник зонског баража другопласираних клубова са Жељезничарем из Ниша, а затим су побиједили Раднички из Обреновца.

### Табела
| Мјесто | Екипа                   | Играно | Побједа | Неријешено | Изгубио | Дао гол. | При. гол. | Гол-разлика | Бодови | Напомене         |
| ------ | ----------------------- | ------ | ------- | ---------- | ------- | -------- | --------- | ----------- | ------ | ---------------- |
| 1      | Младост Лучани          | 34     | 27      | 5          | 2       | 86       | 14        | +72         | 86     | Прва лига Србије |
| 2      | Металац Горњи Милановац | 34     | 23      | 8          | 3       | 47       | 10        | +37         | 77     |                  |
| 3      | Млади радник            | 34     | 15      | 15         | 4       | 54       | 26        | +28         | 60     |                  |
| 4      | Инон                    | 34     | 16      | 9          | 9       | 42       | 30        | +12         | 57     |                  |
| 5      | Слобода Ужице           | 34     | 15      | 7          | 12      | 36       | 42        | -6          | 52     |                  |
| 6      | Металац Трговачки       | 34     | 13      | 8          | 13      | 52       | 45        | +7          | 47     |                  |
| 7      | Милан Ваљево            | 34     | 11      | 13         | 10      | 51       | 42        | +9          | 46     |                  |
| 8      | Будућност Ваљево        | 34     | 11      | 11         | 12      | 39       | 37        | +2          | 44     |                  |
| 9      | Слога Краљево           | 34     | 12      | 8          | 14      | 38       | 39        | -1          | 44     |                  |
| 10     | Рудар Костолац          | 34     | 12      | 8          | 14      | 49       | 52        | -3          | 44     |                  |
| 11     | Лозница                 | 34     | 12      | 8          | 14      | 35       | 45        | -10         | 43     |                  |
| 12     | Таково Горњи Милановац  | 34     | 9       | 15         | 10      | 34       | 35        | -1          | 42     |                  |
| 13     | Слога Пожега            | 34     | 11      | 7          | 16      | 42       | 41        | +1          | 40     |                  |
| 14     | Жељезничар Смедерево    | 34     | 11      | 6          | 17      | 43       | 62        | -19         | 39'    | Четврта лига     |
| 15     | Јединство Путеви        | 34     | 10      | 7          | 17      | 41       | 48        | -7          | 37     | Четврта лига     |
| 16     | Шумадија Крагујевац     | 34     | 9       | 8          | 17      | 38       | 51        | -13         | 35     | Четврта лига     |
| 17     | Војвода Миленко         | 34     | 5       | 7          | 22      | 24       | 94        | -70         | 22     | Четврта лига     |
| 18     | Ремонт                  | 34     | 5       | 8          | 21      | 31       | 69        | -38         | 17     | Четврта лига     |

- Током зимске паузе Трговачки Пожаревац спојио се са екипом Војвода Миленко у Војвода Миленко Кличевац.
- Ремонт -6 бодова.
- Младост Лучани се пласирала у Прву лигу Србије;
- Жељезничар Смедерево - испао у Четврту лигу — Подунавска зона);
- Јединство Путеви - испао у Четврту лигу — Моравичка зона);
- Шумадија Крагујевац - испала у Четврту лигу — Шумадијска зона;
- Војвода Миленко - испао у Четврту лигу — Подунавска зона);
- Ремонт - испао у Четврту лигу.
- Ремонт је искључен након 26 кола јер нису имали да исплате турском клубу 4.500 за трансфер фудбалера Анића. Све преостале утакмице регистроване су службеним резултатом 3:0 у корист противника.[4]

## Зона Црна Гора
Друга лига Црне Горе у сезони 2005/06 било је треће такмичење организовано од стране фудбалског савеза Србије и Црне Горе од оснивања лиге 2003, након промјене имена државе из СР Југославија у Србија и Црна Гора, а друго под именом Друга лига Црне Горе. То је трећи степен такмичења у Србији и Црној Гори, зона Црна Гора.
У сезони 2004/05 из лиге је испало Језеро из Плава; Ловћен са Цетиња је требало да испадне, међутим Игало који је као другопласирани у баражу изборио пласман у Другу лигу Црне Горе, одустао је од учешћа, те је Ловћен заузео његово мјесто. У Другу лигу Црне Горе, као побједник баража Четврте лиге зона Црна Гора пласирало се Беране из Берана. У Прву лигу Црне Горе за сезону 2005/06. пласирала се Зора из Спужа, као побједник Друге лиге Црне Горе. Из Прве лиге Црне Горе испала је Младост из Подгорице.
Формат такмичења остао је исти као и претходне сезоне, учествује 12 клубова, игра се трокружним системом, свако са сваким кући и на страни по једном, док се распоред за трећи круг одређује на основу позиција на табели након прва два круга. На крају сезоне, побједник је требало да се пласира у Прву лигу Црне Горе у оквиру другог ранга лиге Србије и Црне Горе за сезону 2006/07, док је другопласирани требало да иде у плеј оф за пласман у Прву лигу Црне Горе. На крају сезоне из лиге је требало да испадну два последњепласирана клуба. Међутим, на Референдуму о независности Црне Горе, одржаном 21. маја 2006. грађани су изгласали независност и одвајање од Србије, што је условило и крај заједничке лиге, Прва лига Црне Горе у фудбалу постао је први степен такмичења у Црној Гори и од прве сезоне, 2006/07, бројаће 12 клубова. Друга лига Црне Горе постаће други степен такмичења у Црној Гори. Из Прве лиге у Другу испадају два клуба, док из Друге у Трећу испадају три клуба.

### Табела
| Мјесто | Екипа          | Играно | Побједа | Неријешено | Изгубио | Дао гол. | При. гол. | Гол-разлика | Бодови | Напомене                     |
| ------ | -------------- | ------ | ------- | ---------- | ------- | -------- | --------- | ----------- | ------ | ---------------------------- |
| 1      | Беране         | 33     | 21      | 8          | 4       | 54       | 19        | +35         | 71     | Прва лига Црне Горе          |
| 2      | Младост        | 33     | 18      | 11         | 4       | 51       | 26        | +25         | 65     | Бараж за Прву лигу Црне Горе |
| 3      | Ибар           | 33     | 20      | 4          | 9       | 60       | 35        | +25         | 64     |                              |
| 4      | Црвена Стијена | 33     | 16      | 11         | 6       | 44       | 21        | +23         | 59     |                              |
| 5      | Братство       | 33     | 15      | 6          | 12      | 43       | 41        | +2          | 51     |                              |
| 6      | Челик          | 33     | 14      | 4          | 15      | 42       | 37        | +5          | 46     |                              |
| 7      | Гусиње         | 33     | 12      | 7          | 14      | 30       | 45        | -15         | 43     |                              |
| 8      | Ловћен         | 33     | 12      | 5          | 16      | 37       | 41        | -4          | 40     |                              |
| 9      | Арсенал        | 33     | 10      | 9          | 14      | 35       | 43        | -8          | 38     |                              |
| 10     | Цетиње         | 33     | 9       | 3          | 21      | 34       | 59        | -25         | 29     | Трећа лига Црне Горе         |
| 11     | Брсково        | 33     | 7       | 5          | 21      | 37       | 74        | -37         | 26     | Трећа лига Црне Горе         |
| 12     | Искра          | 33     | 4       | 7          | 22      | 19       | 45        | -26         | 19     | Трећа лига Црне Горе         |

- Беране се пласирало у Прву лигу Црне Горе.
- Бокељ испао из Прве у Другу лигу Црне Горе.
- Морнар испао из Прве у Другу лигу Црне Горе.
- Цетиње испада у Трећу лигу Црне Горе (Јужна регија).
- Брсково испада у Трећу лигу Црне Горе (Сјеверна регија).
- Искра испада у Трећу лигу Црне Горе (Средња регија)
- Ловћен -1 бод.
- Арсенал -1 бод.
- Цетиње -1 бод.

За пласман у прву сезону Прве лиге Црне Горе разигравају:
- Зора - 8 мјесто у Првој лиги Црне Горе;
- Младост Подгорица - 2 мјесто у Другој лиги Црне Горе.

### Доигравање за пласман у Прву лигу Црне Горе
Након завршетка првенства другопласирана екипа из Друге лиге играла је са осмопласираном екипом из Прве лиге за мјесто у Првој лиги Црне Горе у сезони 2006/07, првој сезони у независној Црној Гори.

#### Први меч
| Младост | 4:0 | Зора |
| ------- | --- | ---- |
|         |     |      |

#### Други меч
| Зора | 2:0 | Младост |
| ---- | --- | ------- |
|      |     |         |

У Прву лигу Црне Горе 2006/07. пласирала се Младост из Подгорице.